# 1516 Henry
1516 Henry eller 1938 BG är en asteroid i huvudbältet, som upptäcktes den 28 januari 1938 av den franske astronomen André Patry vid Niceobservatoriet. Den har fått sitt namn efter de franska astronomerna Paul och Prosper Henry.
Asteroiden har en diameter på ungefär 26 kilometer.